# Collegiata di San Martino (Landshut)
La parrocchiale collegiata dei Santi Martino e Castulo (in tedesco: Stadtpfarr- und Kollegiatstiftskirche St. Martin und Kastulus) è l'edificio religioso principale della città di Landshut, in Baviera. È una basilica minore e rappresenta uno dei più alti capolavori dell'Architettura gotica in Germania. Il suo campanile, di ben 130,60 metri è la più alta torre in laterizi del mondo, e la terza torre medievale dopo quelle della cattedrale di Strasburgo e lo Stephansdom di Vienna.

## Storia

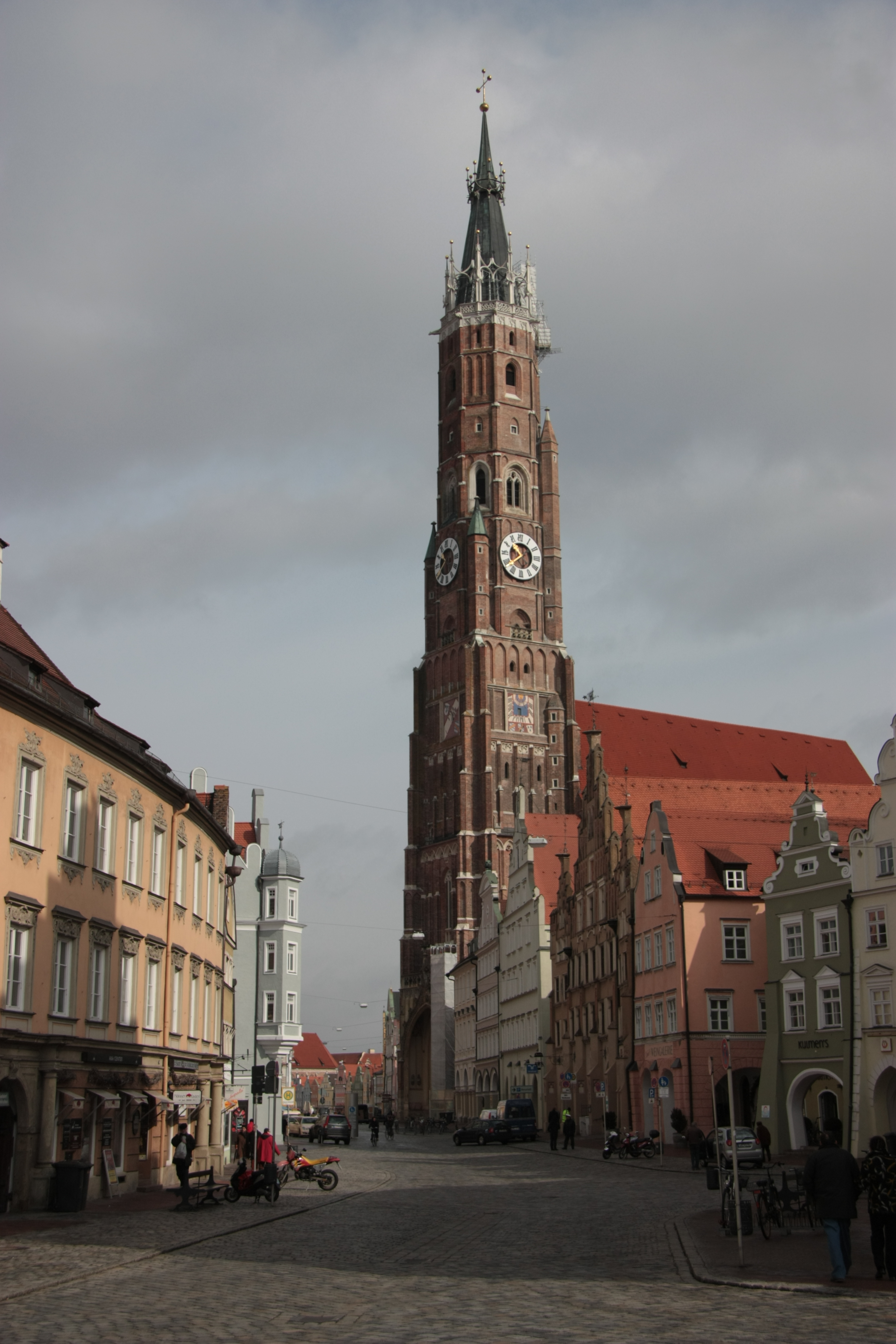

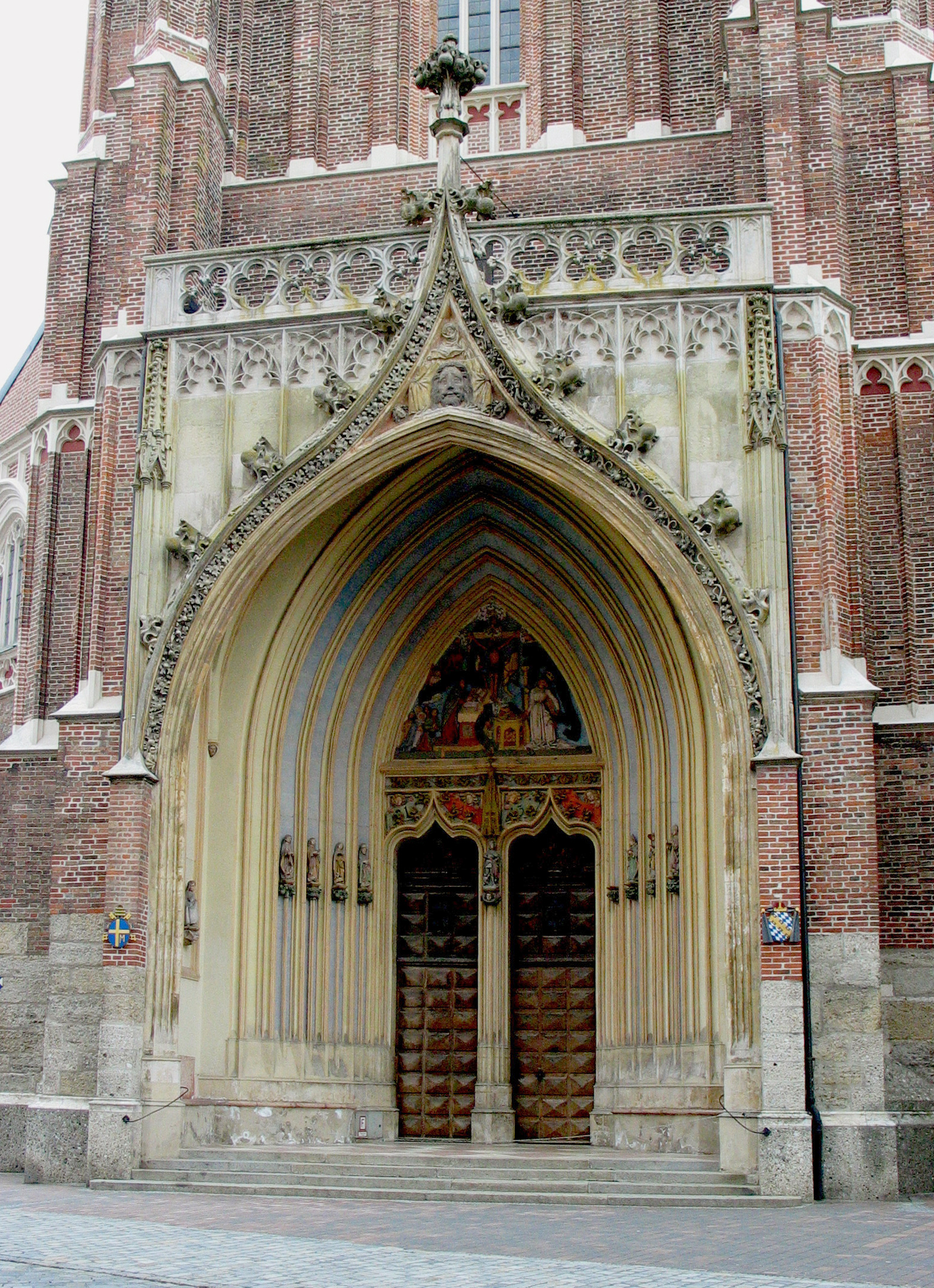
Il portale maggiore

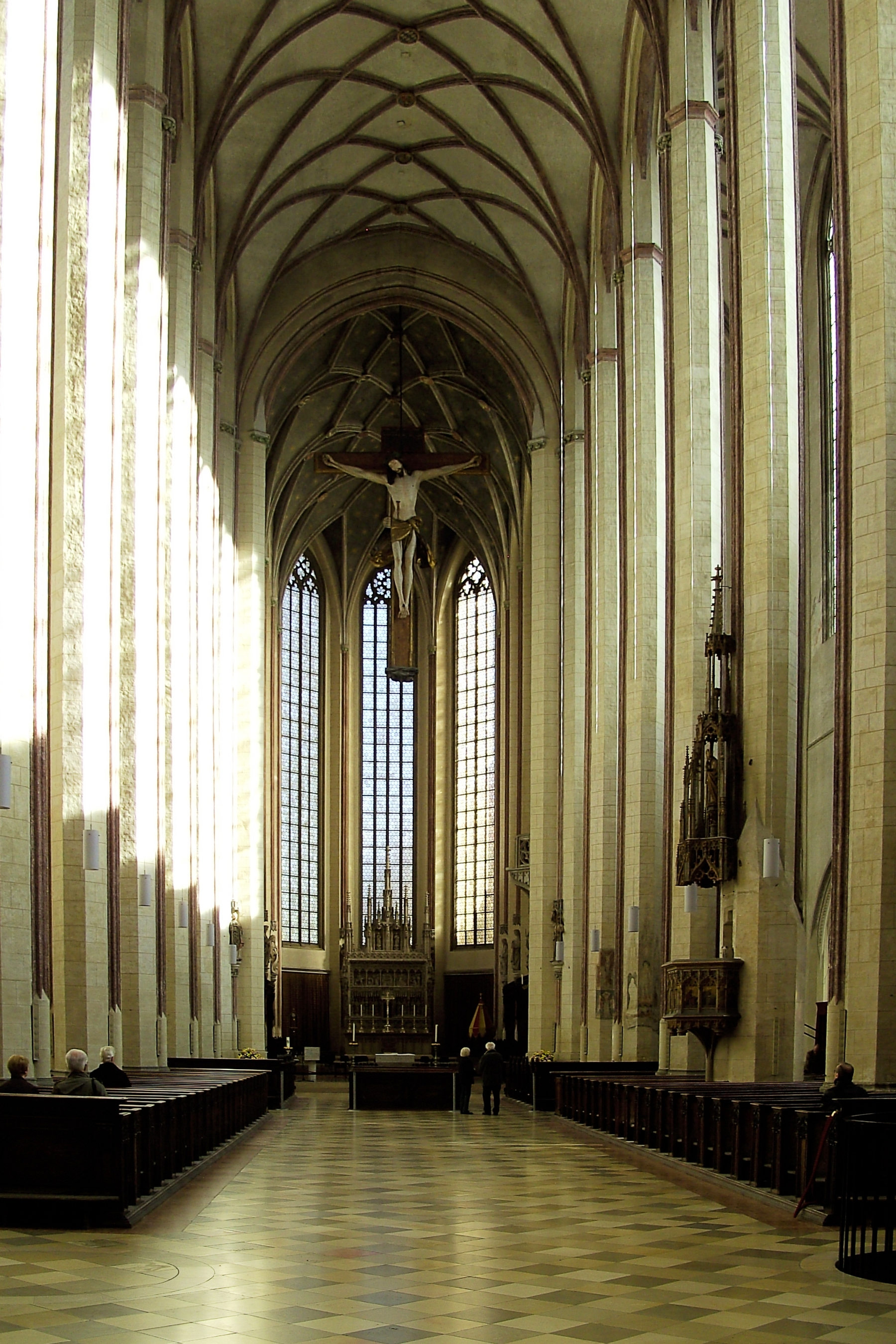
L'interno

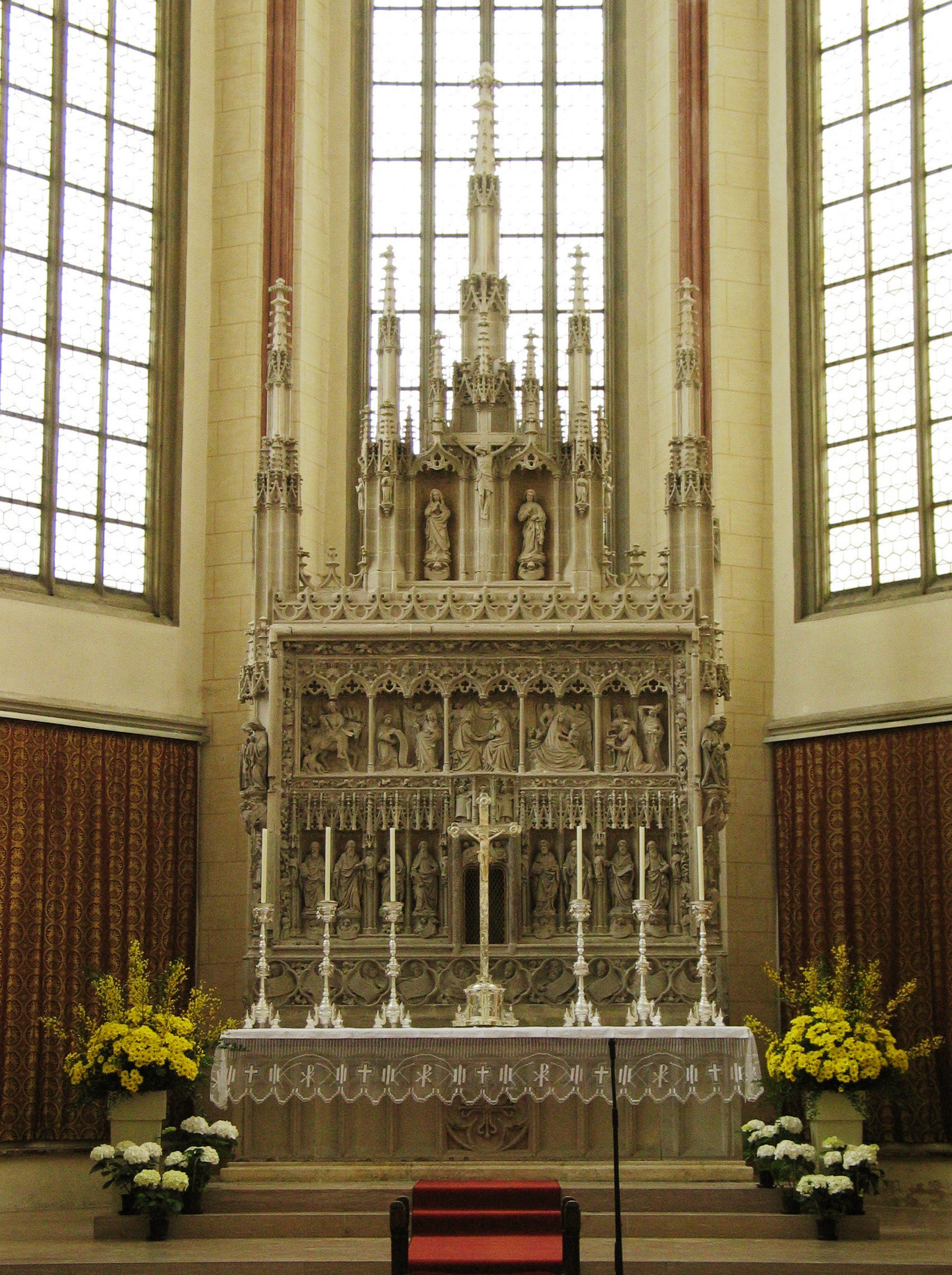
L'altar maggiore del 1424

Nel 1204, anno della fondazione di Landshut da parte del duca Ludovico I di Baviera, venne eretta già una chiesa in questo luogo. Dagli scavi effettuati nel 1980, infatti, sono emerse le fondamenta di una basilica tardo-romanica a tre navate di circa 50 metri di lunghezza per 27 di larghezza. Col furioso incendio che nel 1340 devastò la città, si innalzò la sede stradale di circa tre metri. Si dovette provvedere alla ricostruzione della chiesa, cominciata in stile gotico nel 1389, vide avvicendarsi cinque architetti in tre fasi distinte. L'edificio richiese circa 110 anni per essere portato a definitivo compimento: 55 furono gli anni impiegati solo per l'erezione della torre. Venne finalmente consacrato a San Martino di Tours nell'anno 1500.
La prima fase comincia intorno al 1389 (non si conosce la data con precisione, ma il cantiere appare annotato già nelle cronache cittadine del 1392) con un progetto di Hans Krumenauer, iniziato dalle fondamenta impiantando 5.000 pali di legno. La planimetria generata sarà vincolante anche per i costruttori successivi. nel 1400 Krumenauer erige anche il coro e la parte orientale della navata centrale con la Magdalenenkapelle (Cappella della Maddalena), ma nel 1405 abbandona il progetto in seguito alla sua nomina di architetto nel cantiere della Cattedrale di Passavia.
Nel 1406 verrà nominato nuovo architetto della Collegiata Hans von Burghausen (in realtà Hanns Purghauser). Concepirà un progetto dell'alzato secondo un'architettura a Sala su pilastri ottagonali, e lo iniziò costruendo le sette campate orientali delle navate. Dopo la sua morte, nel 1432, subentrò il nipote Hans Stethaimer che completò le due campate occidentali finali e le cappelle laterali, e cominciò prima del 1441 la costruzione della famosa torre di mattoni con le due relative cappelle laterali: Altdorferkapelle a nord, e il Battistero a sud. Morto Stethaimer intorno 1460-61, la direzione dei lavori passò a Stefan Purghauser, figlio di Hans von Burghausen, che coprì nel 1475 l'edificio con una volta gotica piatta e un tetto ad alti spioventi. Fu solo nel 1500, dopo oltre 100 anni di costruzione, che la Parrocchiale di San Martino con la sua possente torre sarà completata.
Nel 1598, per volere del duca Guglielmo V di Baviera, il Capitolo di San Castulo venne trasferito da Moosburg a Landshut, così la parrocchiale di San Martino divenne la chiesa collegiata, e per tanto nel 1604 vi furono trasportate anche le reliquie di san Castulo, che le hanno valso l'elevazione a basilica minore nel 2001 da parte di papa Giovanni Paolo II.

## Descrizione

### Esterno
La chiesa di San Martino è una Hallenkirche costruita interamente in laterizio. Tra i profondi contrafforti delle navate laterali sono ricavate delle cappelle, e fra il terzo e il settimo contrafforte si aprono su entrambi i lati fastosi portali gotici in pietra decorati da ricchi baldacchini di Haustein. Le pareti sopra le cappelle laterali sono aperte da alte e strette polifore gotiche in pietra. In alto, sotto il tetto, corre lungo tutto l'edificio, un fregio affrescato con quadrifogli gotici. Fra i portali del lato sud si trova il Monumento al costruttore, scolpito poco dopo il 1432 da Hans Stethaimer in onore del suo predecessore Hans von Burghausen.

### Campanile
Sulla facciata, a ovest dell'edificio, si erge l'altissimo campanile, che con i suoi 130,60 metri è la più alta torre in mattoni del mondo. È una slanciatissima opera costituita da nove piani rastremati e guglia. I primi quattro presentano una base quadrata, gli altri ottagonale; e fra i due complessi trovano spazio quattro torrette scalari ricavate dagli angoli smussati dall'innesto della struttura superiore ottagonale. Una teoria di pilastri, contrafforti, cornicioni e pannelli a sesto acuto riempiono tutte le superfici, due delicate corone, una in pietra e l'altra in rame, circondano la sommità ottagonale e la guglia. Sotto la torre si apre l'ingresso principale col profondo Portal maggiore, gotico, dipinto.

### Interno
L'interno della collegiata si presenta come Hallenkirche a tre navate e nove campate su esili pilastri ottagonali che reggono archi ogivali e copertura a volta costolonata piatta, con carattere reticolato nella navata centrale, e stellare in quelle laterali. Mentre la navata nord finisce continuando nella cappella della Maddalena, quella sud ha una terminazione piatta. La contro-facciata occidentale della navata centrale è completamente occupata dalla tribuna dell'organo. Dall'altro lato, un arco rientrante separa la navata centrale dal coro, con volte sempre reticolate.
Nell'architettura della navata combinano elementi dell'architettura gotica tipica e del Tardogotico. Al loro apice di 22 metri, i piloni della navata hanno una larghezza di solo un metro e sono pressoché privi di capitelli. Ciò li rendono appena visibili dando l'impressione che i pilastri si irradino direttamente nelle volte e al tempo stesso lasciano aprire lo sguardo in tutto lo spazio fino alle polifore delle navate laterali, quasi a formare un solo ambiente. Inoltre il susseguirsi serrato dei pilastri, ripreso dalla sequenza ritmica delle polifore e la convergenza verso il coro conducono la vista in una sorta di tunnel. I vari elementi conducono sia verso una direzione ascensionale che al tempo stesso verso una longitudinale, particolarità che caratterizza l'alba del periodo Tardo gotico, con l'abolizione dei confini tra le diverse parti dello spazio. Una caratteristica del Tardo-gotico è anche l'uso di cappelle nelle navate laterali aperte fra i contrafforti, probabilmente peculiarità introdotta in Baviera da Hans von Burghausen.

### Arredi e opere d'arte
- Altar maggiore. Rappresenta una rarità nella tradizione bavarese del periodo in quanto scolpito interamente in pietra arenaria. Un'iscrizione sul cartiglio di un angelo indica che l'altare è stato realizzato intorno al 1424 dallo stesso Hans Stethaimer, che ha all'epoca dirigeva il cantiere della chiesa. È un ricco dossale gotico che su due registri narra le Storie di san Martino di Tours attorniate dalle figure in altorilievo di apostoli , profeti e padri della Chiesa incorniciati da viti e quadrifogli gotici. Incorniciato nel 1664 da un prospetto barocco, nel XIX secolo venne restaurato e dotato dell'attuale cornice neogotica.
- Pulpito monolito esagonale a rilievi del 1422, sempre di Hans Stethaimer.
- Stalli intagliati con le Vite dei santi Giovanni Battista e Martino, del 1500 circa.
- Gran crocifisso di 8 metri sull'arcone del coro, magistrale opera di Michael Erhard del 1495.
- Statua della Madonna, opera del 1520 di Hans Leinberger.
- Epitaffio con l'Incoronazione di Maria, di Hans Leinberger, 1524.

## Dimensioni
| Lunghezza massima interna | 92 m     |
| Larghezza massima interna | 28,65 m  |
| Altezza delle volte       | 28,80 m  |
| Altezza della torre       | 130,60 m |
| Superficie occupata       | 2.668 m2 |

## Galleria d'immagini

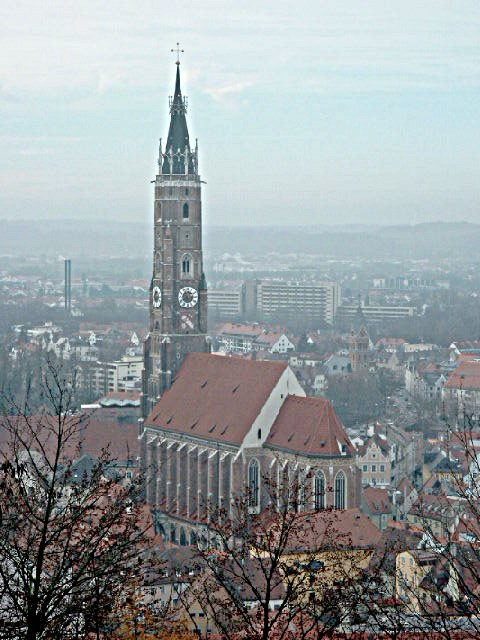
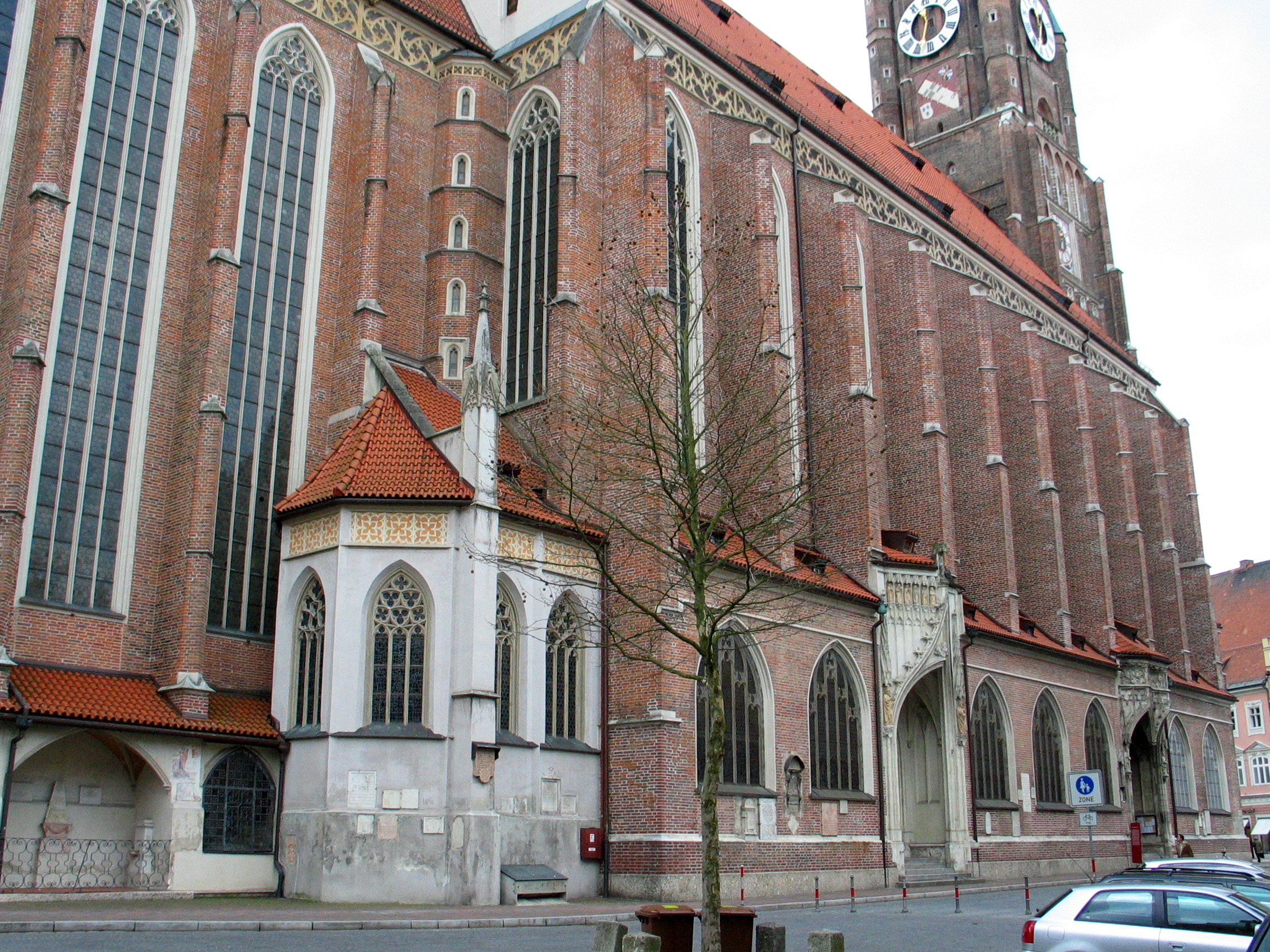
L'esterno del lato nord
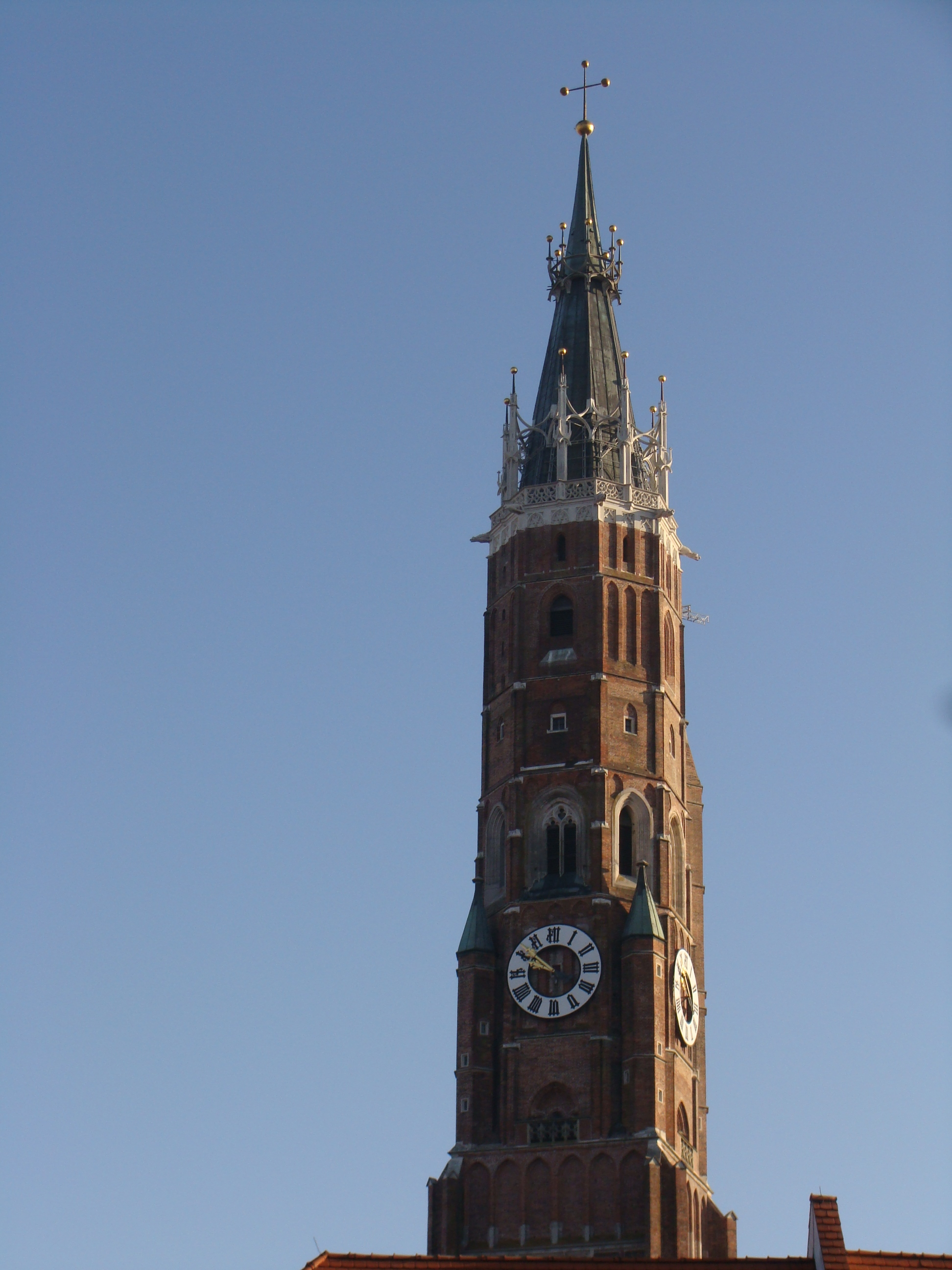
La torre di 130,60 metri
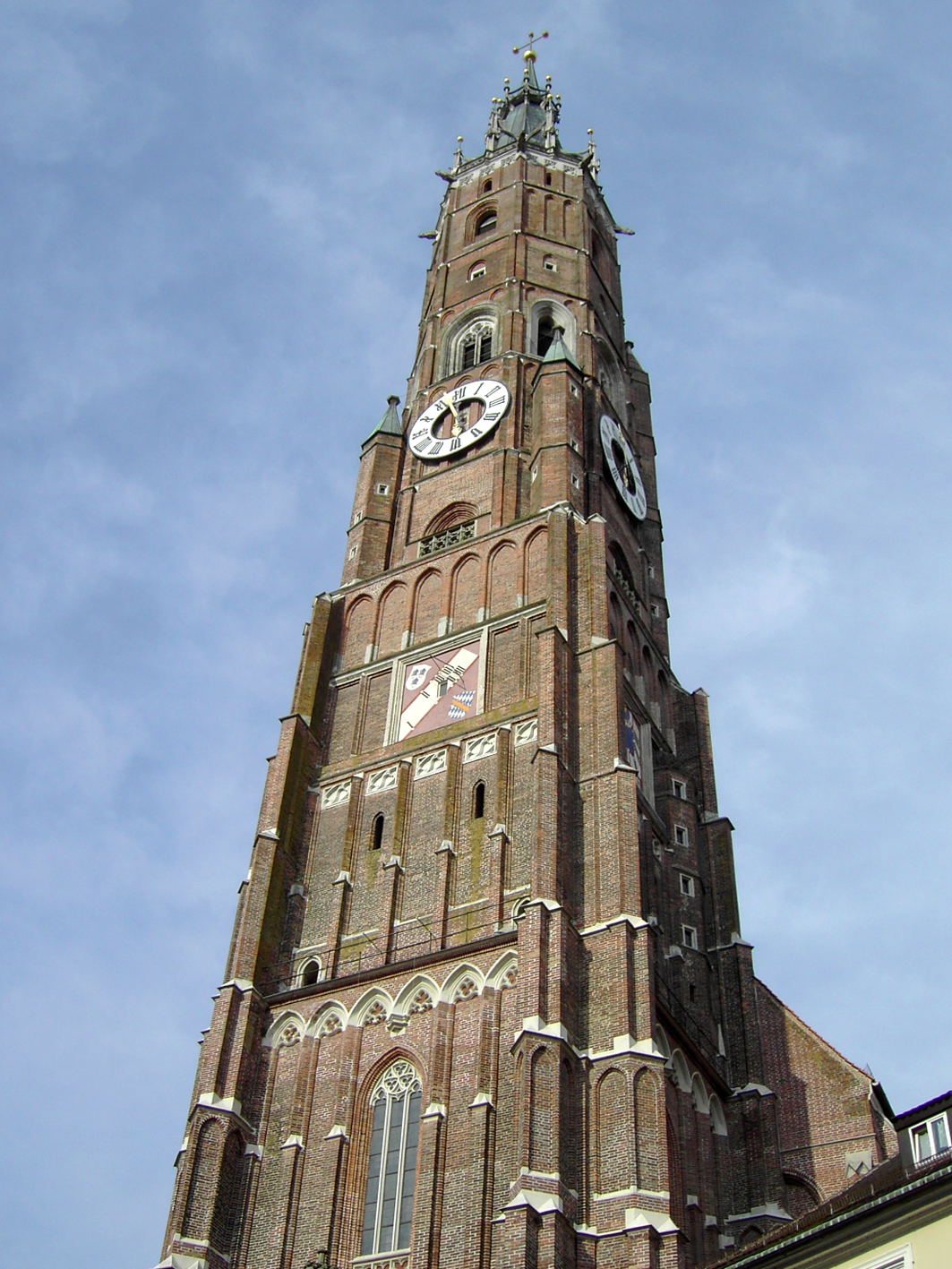
La torre di 130,60 metri
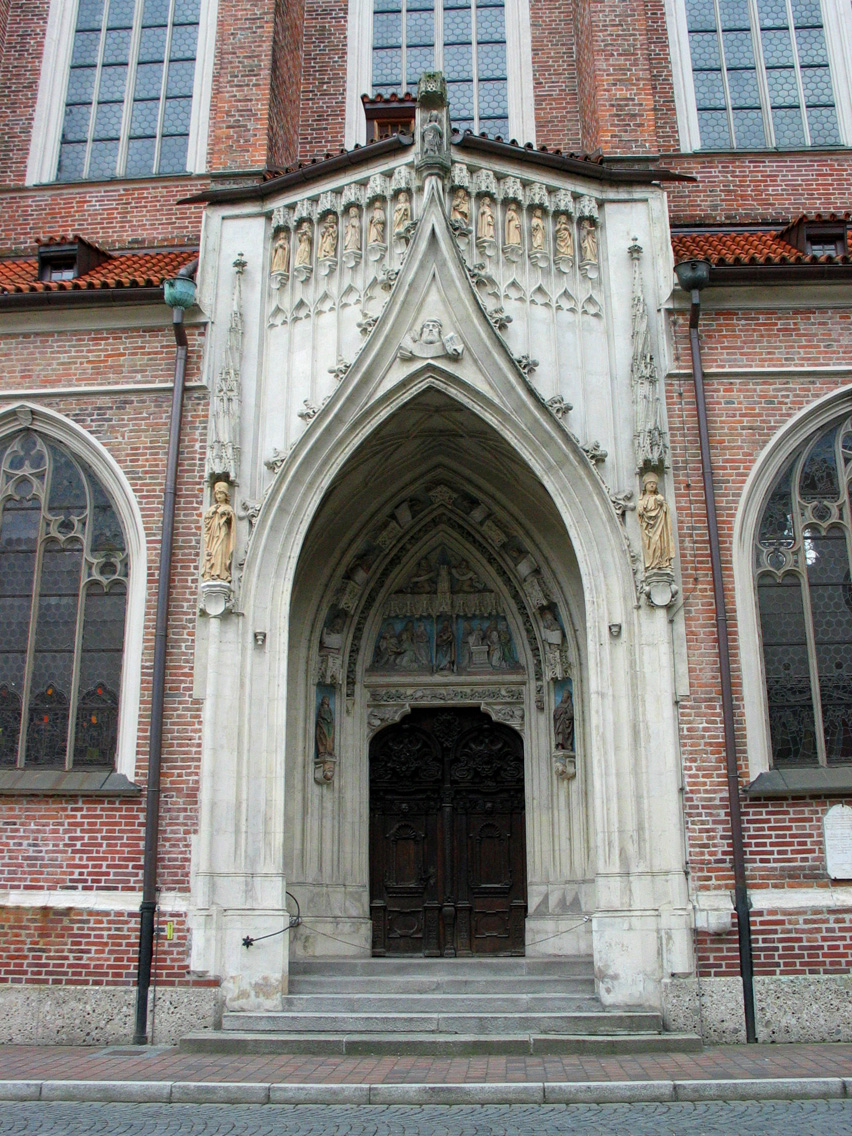
Il portale di sud-ovest
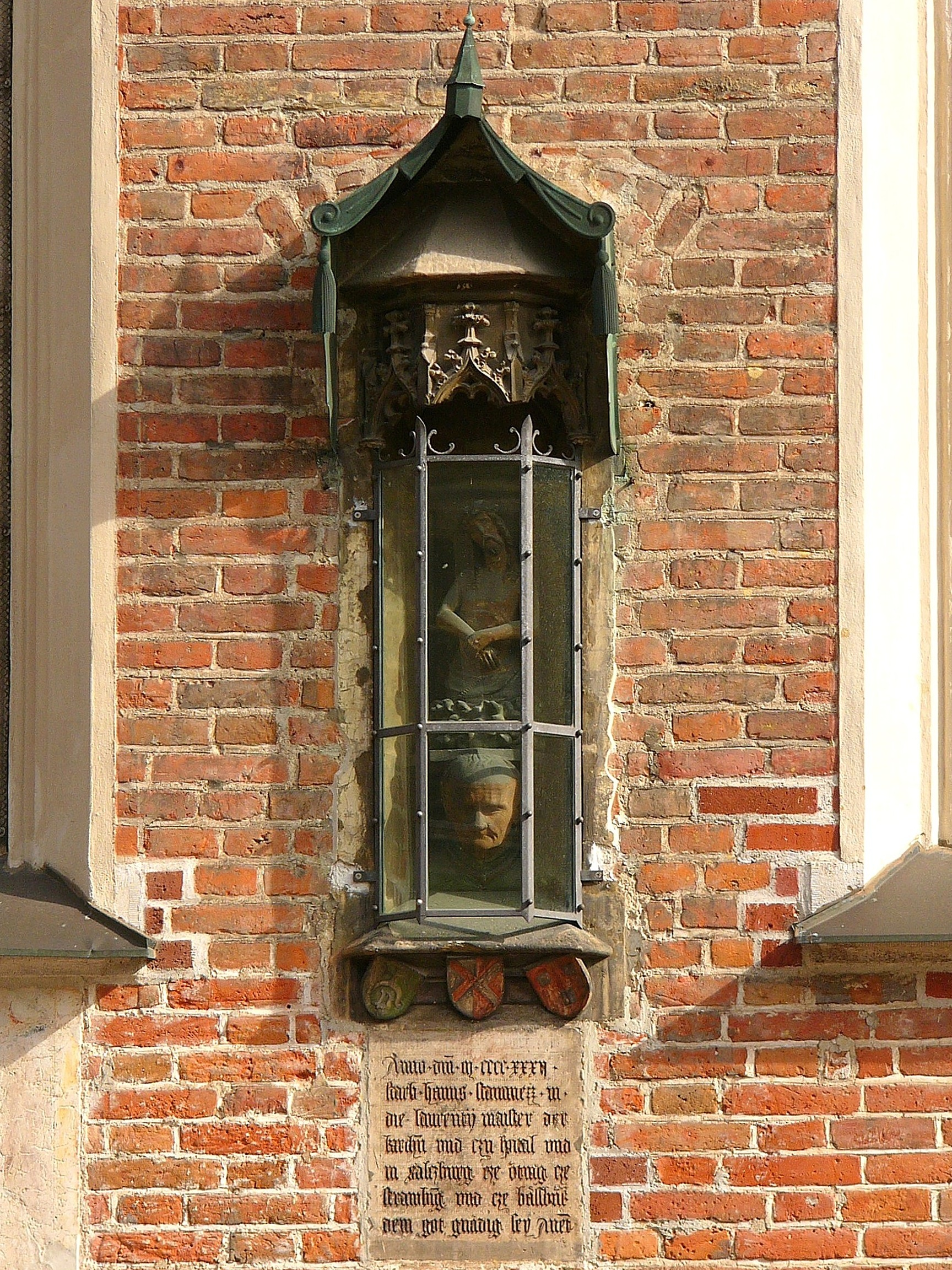
Monumento a Hans von Burghausen
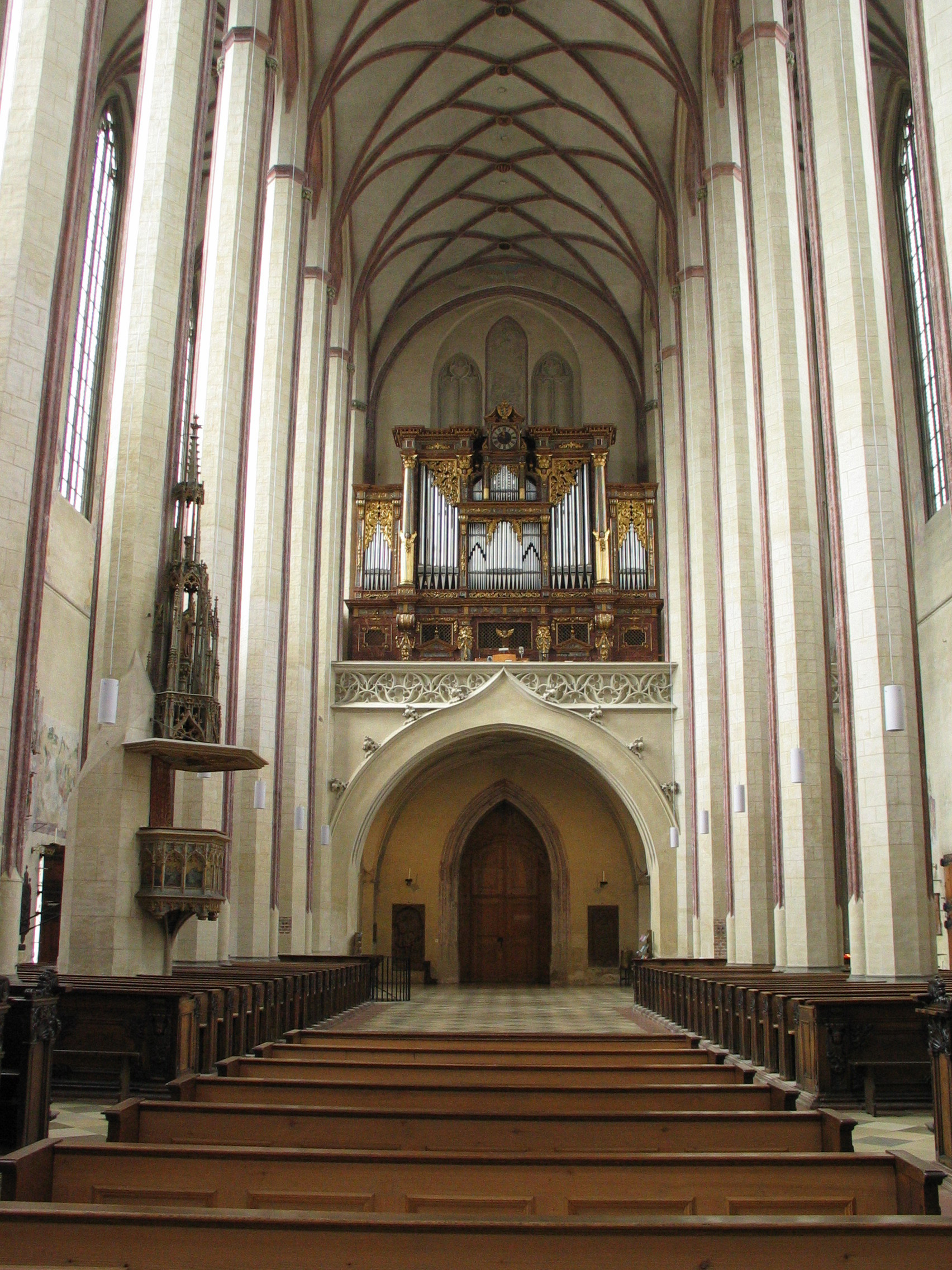
Interno col pulpito
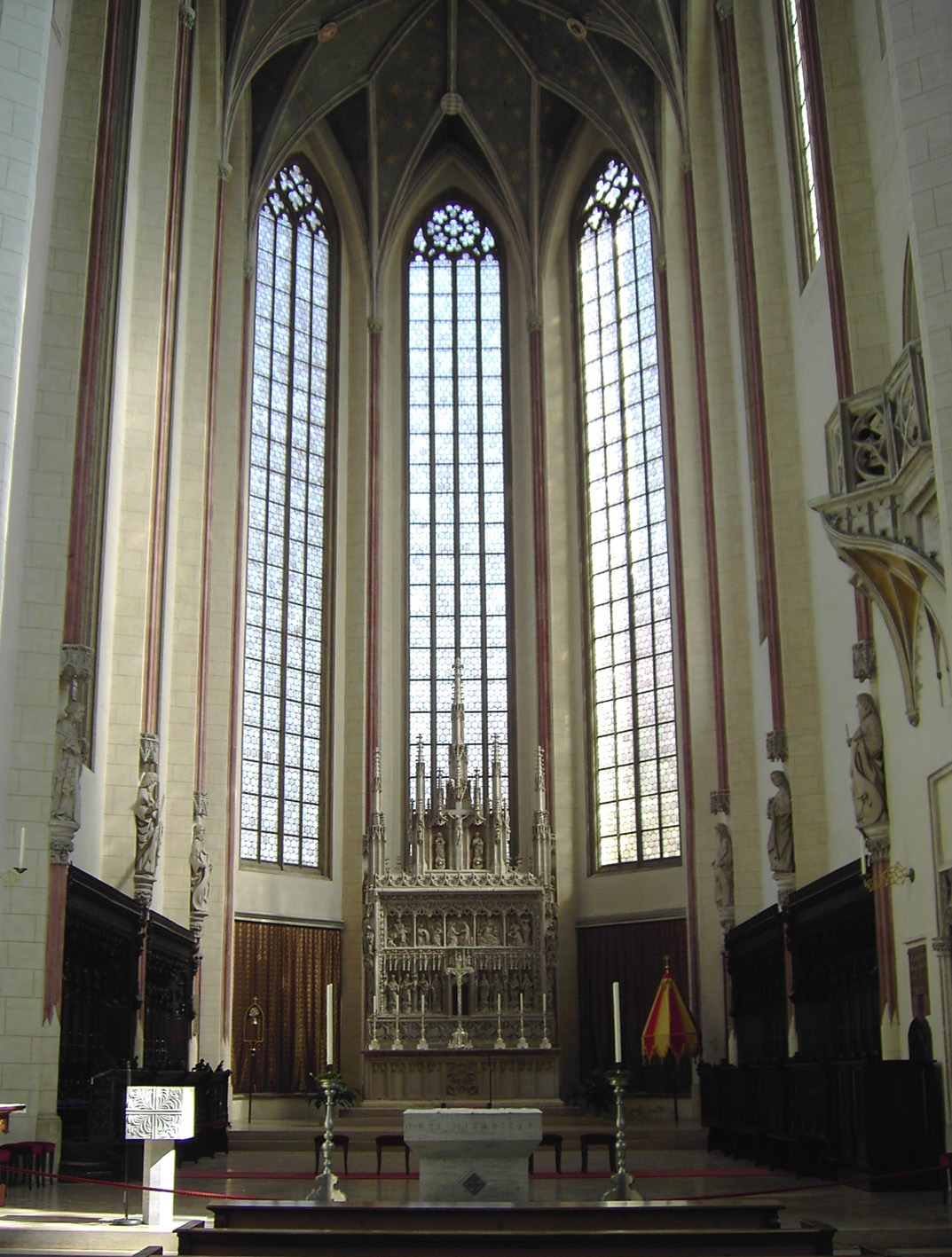
Il coro
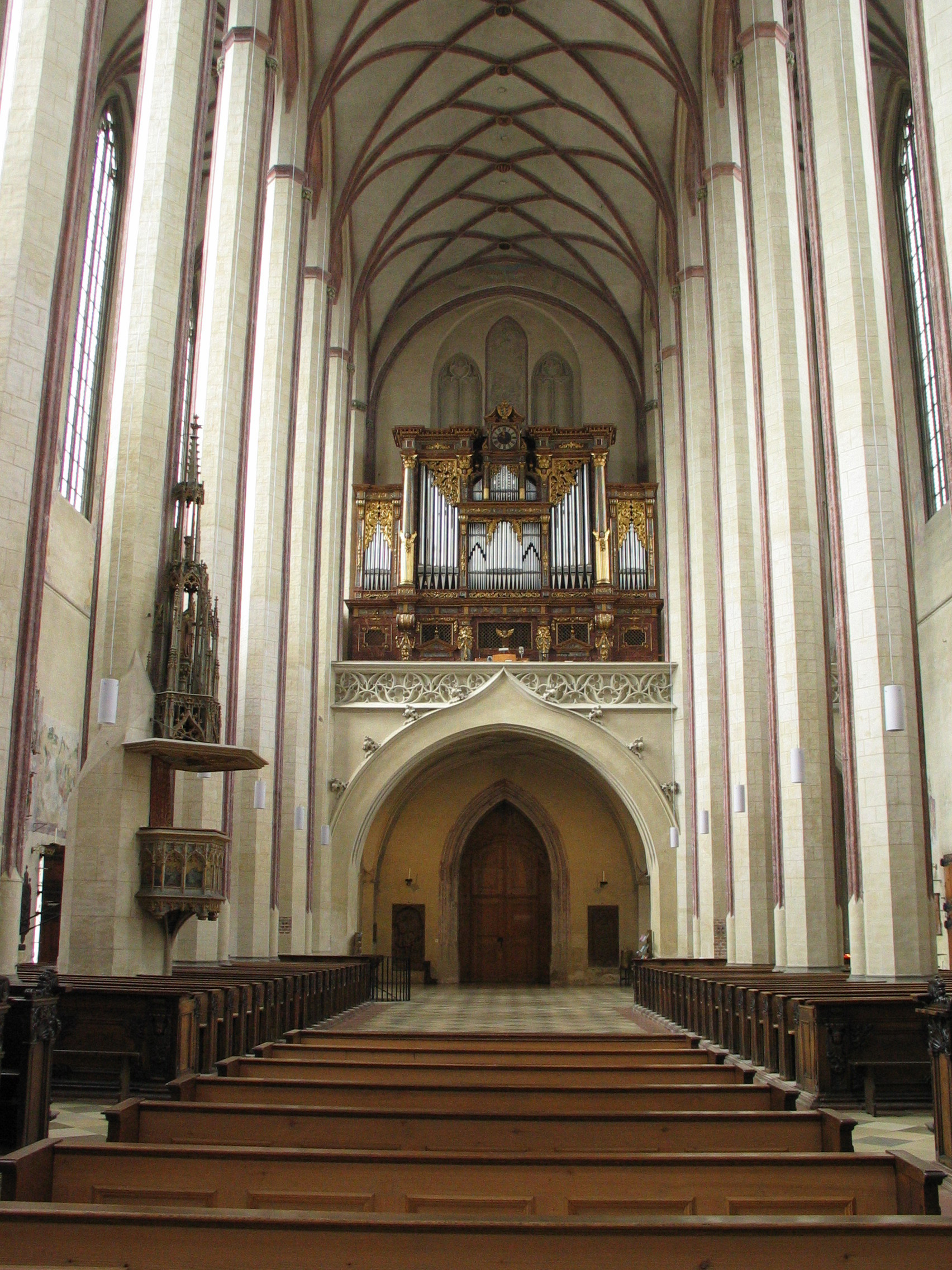
La tribuna d'organo